# Franse literatuur in de middeleeuwen
De historische middeleeuwen worden meestal gesitueerd tussen zowat 400 en 1450. De Franse literatuur uit deze periode gold als toonaangevend in heel Europa. Voor een algemeen artikel hierover in een meer Europees perspectief zie Middeleeuwse literatuur.
De literaire middeleeuwen vangen voor de Franse literatuur aan met het gebruik van het Romaans (het geëvolueerde Volkslatijn) als schrijftaal. Latijn zal trouwens gedurende de hele middeleeuwen de taal van een belangrijk aantal teksten blijven.

## Vroege middeleeuwen (842-1050)
Het oudst bekende document in (de voorloper van) het Oudfrans is de Eed van Straatsburg uit 842. Dit was een in de voorloper van het Oudfrans en Oudhoogduits geschreven schriftelijke overeenkomst tussen Karel de Kale van West-Francië en Lodewijk de Duitser van Oost-Francië, waarbij de een in de taal van de ander schreef. De volgende bewaard gebleven tekst is een heiligenleven over de heilige Eulalie van rond 880: de Sequentia van de heilige Eulalie. Ook de langste teksten uit de 10e en 11e eeuw zijn heiligenlevens. Uit de 10e eeuw dateert een tekst over Lutgardis van Luxemburg, uit de 11e eeuw dateert het Alexiuslied.

## De feodale tijd (1050-1150)
De feodale maatschappij is streng hiërarchisch gestructureerd. De macht ligt in de handen van plaatselijke heren en van de Kerk. Het systeem van leenheer en leenman heeft een vrij grote verbrokkeling van die macht tot gevolg.
In deze omgeving ontstaat er een epische literatuur. 's Winters krijgen de kastelen het bezoek van rondtrekkende jongleurs die in de kastelen epische liederen zingen, de chansons de geste. Ze verhalen van helden, vaak uit de tijd van Karel de Grote. Deze helden handelen vanuit een eergevoel dat de promotie beoogt, niet alleen van hun eigen persoon, maar vooral van hun land en de hele christenheid. Deze liederen zijn eerst hard en wreed van toon, maar worden later zachter van inhoud. In 1098 begon met het Chanson de Roland - dat in het Nederlands is vertaald als het Roelantslied - de traditie van het chanson de geste. 
Ten zuiden van de Loire, in de landen waar de langue d'oc werd gesproken, was er ondertussen een hoogstaande lyriek ontstaan, die door de troubadours werd rondgedragen. Na het huwelijk van Lodewijk VII met Eleonora van Aquitanië in 1137, wordt deze lyriek noordwaarts gestuwd, naar de landen van de langue d'oïl, ten noorden van de Loire. Als Eleonora zal scheiden en in 1152 zal hertrouwen met de Engelse koning Hendrik II Plantagenêt, steekt de Occitaanse lyriek mee het Kanaal over.
In 1066 wordt het Oudfrans ook de officiële taal van Engeland, en daarmee begint een nieuwe literaire bloeiperiode.

## De hoofse tijd (1150-1250)
In de 12e en de 13e eeuw bloeit deze hoofse literatuur volop in verschillende genres; men onderscheidt aldus de matière de France (verhalen over Karel de Grote en zijn ridders), de matière de Bretagne (verhalen over koning Arthur en de ridders van de Ronde Tafel) en de matière de Rome (gebaseerd op de klassieke mythologie); de laatste twee vallen ook meer in het genre van de roman. In de late periode van het Oudfrans deed de ridderroman zijn intrede; hierin werd in plaats van het verleden de voor die tijd moderne ridderwereld beschreven (in geïdealiseerde vorm). De Roman de la Rose is hier een voorbeeld van. 
Op politiek vlak wordt deze periode gekenmerkt door een centralisatie van de macht onder de Franse koningen Filips August en de Heilige Lodewijk IX. In de architectuur verschijnt de gotische stijl (bouw van de Notre-Dame van Parijs).
De epische teksten worden verfijnder: assonantie wordt door rijm vervangen. Gevoelens doen hun intrede, en de vrouw krijgt een grote rol toebedeeld in de hoofse liefde. De superhelden krijgen meer menselijke trekjes. Bovendien doen magische elementen hun intrede. De "chansons de geste" evolueren op die manier naar de hoofse roman of roman courtois (het woord roman betekende oorspronkelijk "tekst geschreven in de Romaanse volkstaal en niet in het Latijn)".
De romans zijn in meerdere cycli onder te verdelen. Zo zijn er verhalen die geïnspireerd zijn op de Oudheid (Le roman d'Alexandre; Le roman de Troie). Bekender bij ons is de Bretoense cyclus: de romans die ertoe behoren verhalen over de avonturen van koning Arthur en de ridders van de Ronde Tafel (Lancelot, Parsifal, ...), van Tristan en Isolde, enzovoort (Chrétien de Troyes, Perceval ou le roman du Graal, ± 1180; Tristan et Iseut).
Daarnaast bestaat er ook een satirische vorm van literatuur, de burgerroman, waarmee de burger zich kan verkneukelen over adel en geestelijkheid. Het bekendste voorbeeld hiervan is Le roman de Renart uit de eerste helft van de 13e eeuw. Dit was een Franse vertaling van Van den vos Reynaerde, en het moderne Franse woord voor vos, renard, vindt hier zijn oorsprong. Ten slotte was er nog de lyrische poëzie, die vooral werd vertegenwoordigd door de trouvères, in navolging van de meer zuidelijke traditie van de troubadours.
De eerste bekende vrouw uit de middeleeuwse Franse letterkunde is Marie de France, die leefde aan het hof van Hendrik en Eleonora. Zij schreef er haar lais, korte sprookjesachtige teksten in versvorm, waarin zij Keltische verhaalstof verwerkt.
De kroniekschrijvers behandelen de politieke gebeurtenissen bij uitstek van die tijd: de kruistochten (Geoffroy de Villehardouin, La conquête de Constantinople, ± 1200).

## De gemeenten (1250-1350)
Naarmate de burgerij aan belang wint, gaan de steden zich onafhankelijker opstellen.
De genres uit de vorige periode (chansons de geste, romans) overleven zichzelf in deze eeuw, die niet uitmunt door originaliteit. Gelukkig is er nog het toneel dat zich langzaam ontwikkelt, en de filosofie van Thomas van Aquino.
Men gaat de literatuur op een meer gekunstelde manier bedrijven, onder andere door het schrijven van allegorieën, waar natuur- en psychologische kenmerken worden verpersoonlijkt (de Dood, de Liefde, ...) Alles is symbool voor het christelijk geloof.

## De Honderdjarige Oorlog (1340-1440)
Twee genres bloeien in deze ramptijd: de kronieken verhalen van de oorlog (Jean Froissart), de poëzie maakt een innerlijke vlucht mogelijk.
Dit is de periode waarin de rederijkers (Rhétoriqueurs) opkomen: hun poëzie is niet natuurlijk of spontaan, maar aan strikte regels gebonden. Ballade en rondeel zijn voorbeelden van deze conventionele en formalistische dichtkunst. Een bekend dichter is Charles d'Orléans, neef van koning Karel VI.
Op toneelgebied is er een grote productie van "miracles" en "passions", mirakel- en passiespelen.

## Einde van de middeleeuwen (1450-1500)
De rijke handelaars hebben de macht van de adel minstens ten dele overgenomen. De Nieuwe Wereld wordt ontdekt. De Renaissance komt naderbij.
De rederijkers kennen hun triomfen. Toch onthouden we vooral de veel persoonlijker toets uit de gedichten van François Villon.
Het toneel wordt uitgesproken volks-komisch in de kluchtige blijspelen of farces.
Philippe de Commynes schrijft zijn kronieken.